# Tênis nos Jogos Olímpicos de Verão de 2008
As competições de tênis nos Jogos Olímpicos de Verão de 2008 foram disputadas entre 10 e 17 de agosto. O torneio foi disputado no Centro de Tênis Olympic Green, em quadra DecoTurf, em Pequim, na China.

## Calendário
| Agosto | 6 | 7 | 8 | 9 | 10 | 11 | 12 | 13 | 14 | 15 | 16 | 17 | 18 | 19 | 20 | 21 | 22 | 23 | 24 |
| ------ | - | - | - | - | -- | -- | -- | -- | -- | -- | -- | -- | -- | -- | -- | -- | -- | -- | -- |
| Tênis  |   |   |   |   |    |    |    |    |    |    | 1  | 3  |    |    |    |    |    |    |    |

|  | Dia de competição |  | Dia de final |

## Eventos
Ao todo, os eventos de tênis distribuíram 12 medalhas nas seguintes competições:
- Simples masculino
- Duplas masculino
- Simples feminino
- Duplas feminino

## Formato da competição
A competição de tênis nesses Jogos Olímpicos foi disputada no sistema eliminatório simples, com os dois perdedores nas partidas semifinais decidindo a medalha de bronze.

## Pontos para o ranking

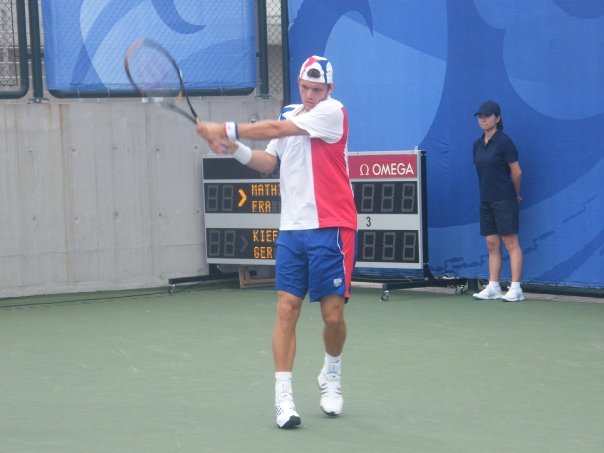
O francês Paul-Henri Mathieu durante os Jogos.

|                   | Masculino (ATP) | Feminino (WTA) |
| ----------------- | --------------- | -------------- |
| Medalha de ouro   | 400             | 353            |
| Medalha de prata  | 280             | 245            |
| Medalha de bronze | 205             | 175            |
| Quarto lugar      | 155             | 135            |
| Quartas de final  | 100             | 90             |
| Oitavas de final  | 50              | 48             |
| Segunda rodada    | 25              | 28             |
| Primeira rodada   | 5               | 1              |

## Medalhistas
Masculino
| Evento           | Ouro                                       | Prata                                     | Bronze                                  |
| ---------------- | ------------------------------------------ | ----------------------------------------- | --------------------------------------- |
| Simples detalhes | Rafael Nadal ESP Espanha                   | Fernando González CHI Chile               | Novak Djokovic SRB Sérvia               |
| Duplas detalhes  | Roger Federer Stanislas Wawrinka SUI Suíça | Simon Aspelin Thomas Johansson SWE Suécia | Bob Bryan Mike Bryan USA Estados Unidos |

Feminino
| Evento           | Ouro                                              | Prata                                                      | Bronze                     |
| ---------------- | ------------------------------------------------- | ---------------------------------------------------------- | -------------------------- |
| Simples detalhes | Elena Dementieva RUS Rússia                       | Dinara Safina RUS Rússia                                   | Vera Zvonareva RUS Rússia  |
| Duplas detalhes  | Serena Williams Venus Williams USA Estados Unidos | Anabel Medina Garrigues Virginia Ruano Pascual ESP Espanha | Yan Zi Zheng Jie CHN China |

## Quadro de medalhas
| Ordem | País               | Medalha de ouro | Medalha de prata | Medalha de bronze |    | Ordem por total |
| ----- | ------------------ | --------------- | ---------------- | ----------------- | -- | --------------- |
| 1     | RUS Rússia         | 1               | 1                | 1                 | 3  | 1               |
| 2     | ESP Espanha        | 1               | 1                |                   | 2  | 2               |
| 3     | USA Estados Unidos | 1               |                  | 1                 | 2  | 2               |
| 4     | SUI Suíça          | 1               |                  |                   | 1  | 4               |
| 5     | CHI Chile          |                 | 1                |                   | 1  | 4               |
| 5     | SWE Suécia         |                 | 1                |                   | 1  | 4               |
| 7     | CHN China          |                 |                  | 1                 | 1  | 4               |
| 7     | SRB Sérvia         |                 |                  | 1                 | 1  | 4               |
| TOTAL | TOTAL              | 4               | 4                | 4                 | 12 | —               |